# Manuel Ramos Artal
Manuel Ramos Artal (Madrid, 1855-ca. 1916) fue un pintor paisajista español, alumno de Carlos de Haes en la Escuela Superior de Pintura de la Real Academia de Bellas Artes de San Fernando.

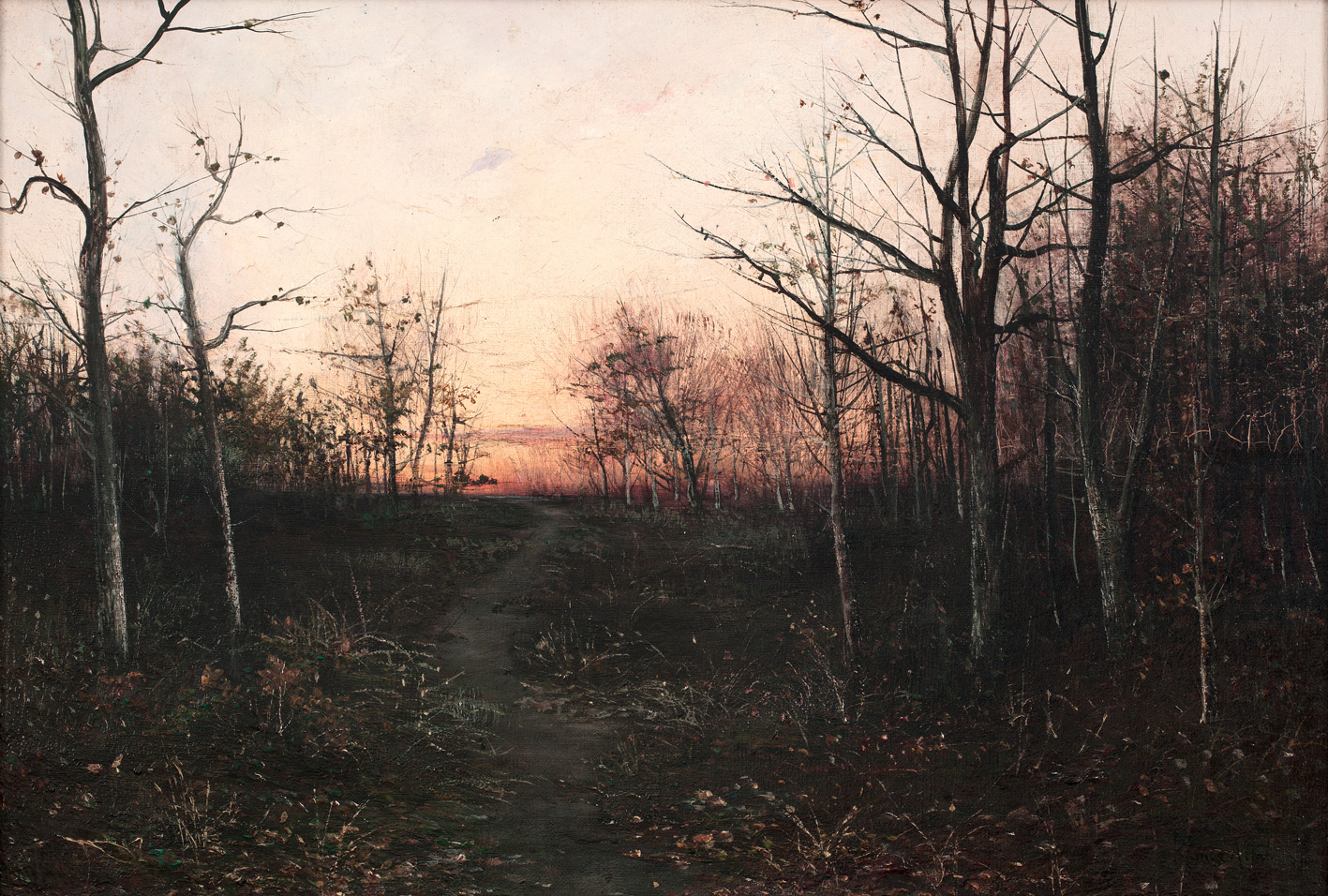
Paisaje crepuscular (hacia 1890) óleo sobre lienzo.

Estimulado por Haes viajó por los Países Bajos, Italia, Francia y Portugal. Incansable pintor «en plein-air», acompañó a Jaime Morera en sus excursiones por el Guadarrama, y en Asturias fue compañero habitual de Juan Martínez Abades, también discípulo del maestro holandés. Participó en las Exposiciones Nacionales de su tiempo, consiguiendo una tercera medalla en la de 1884 por su Paisaje de las cercanías del Cristo de la Vega de Toledo.
En 1915 fue nombrado profesor de ascenso de la Escuela de Artes e Industrias de Madrid.